# Манастир Ћелије
Манастир Ћелије је женски манастир који припада Епархији ваљевској Српске православне цркве. 

## Положај
Манастир се налази на 6 km југозападно од Ваљева, на левој обали реке Градац. Манастир се налази у брдовитом пределу који припада атару села Лелић. Густо распоређене шуме и каменито тло, као природно заштитна околина скрива манастир који се не види све док се не почне силазити у котлину у којој се налази.

## Историја
Тачно време настанка манастира није познато, али према општим историјским подацима, манастир потиче из средњег века.
Народно предање везује овај манастир за доба краља Драгутина, који је од 1282-1316. године управљао овим крајевима, а био је познат и као Сремски краљ.
Манастир Ћелије, као манастир крај села Лелић се у турским изворима помиње 1560. године, а кроз цео XVIII век, Ћелије су средиште свих активности ваљевског краја.
Угледни монаси овог манастира имали су великог удела у дизању буна против Турака, због чега је злогласни паша Бушатлија почетком 1791. године запалио манастир Ћелија заједно са 13 цркава ваљевског краја. У овом манастиру је свештенички чин добио и Хаџи Рувим.

### Иконопис и старе књиге
Најстарија икона у манастиру је икона Сабора Светих Архангела, заштитника овог светог храма, а потиче из времена пре 1798. године, јер је тада приложена манастиру.
Најстарија књига у манастиру је Боженственаја скрижаљ (у записима је називају Скрижали), коју је црногорски владика Данило Петровић купио 1715. године у Русији, те исту потом поклонио манастиру.
Међу врло старе књиге спадају два минеја за месеце март и новембар, а према начину штампања, веома малом формату и записима, оба минеја потичу најкасније из првих деценија XVIII века, а претпоставља се да су штампани у Венецији. Велики требник је штампан у Русији у другој половини XVIII века, а постао је својина манастира око 1814. године. У манастиру се налази још једна књига која има историјску вредност, а то је Свето писмо Старог завета на црквенословенском језику, које је некада припадало проти Матији Ненадовићу.

### Знаменитост
Манастир је познат по томе што је у њему живео архимандрит др Јустин Поповић (1894 — 1979), Свети Ава Јустин, Велики Светионик Ћелијски, Свесрпски и Свеправославни, чији се гроб налази на јужној страни олтара, а по чијој жељи, гроб нема другог споменика осим овећег каменог Крста и цвећа на хумци.
Са леве стране цркве према олтару, одмах иза северних врата, налази се гроб Илије Бирчанина, подгорског војводе, обор-кнеза испод Медведника, кога су турске дахије, заједно са ваљевским кнезом Алексом Ненадовићем, посекле на Колубарској ћуприји у Ваљеву 1804. године.

### Садашњост
Игуманија манастира од 1967. је Гликерија (Јањић) У манастиру је развијена штампарска и иконописачка делатност. У манастирској цркви су мошти новојављеног Христовог Светитеља оца Јустина Ћелиског и делић моштију Светитеља савременог доба Нектарија Егинског из Грчке.

## Галерија
- Манастирска капија
- Свети Јустин Ћелијски
- Конак
- Гроб Илије Бирчанина
- Манастирски конак